# Ardent Worship
Ardent Worship — первый концертный альбом христианской рок-группы Skillet, вышедший 29 сентября 2000 году.

## Об альбоме
Диск был выпущен на Ardent Records спустя 7 месяцев после релиза Invincible . Концертный альбом, содержащий 5 новых песен Skillet и 5 каверов на других исполнителей. Записан в стиле богопочитание (worship music). Занял #10 в US Top Heatseekers.
Это альбом поклонения , состоящий из концертных и студийных записей шести песен, написанных Skillet, и три песен, исполненных другими исполнителями.
Это единственный альбом Skillet без музыкальных клипов и первый альбом с Лори Питерс на барабанах, которая заменила Трея МакКларкина. Две песни взяты из предыдущих альбомов Skillet, «Safe with You» из их одноимённого альбома и «Angels Fall Down» — скрытый трек на Invincible .
Треки на других исполнителей :
1.How Deep the Father’s Love For Us -  Stuart Townend
2.Shout to the Lord - Darlene Zschech
3.Jesus Jesus (Holy And Anointed One) - John Barnett
4. Your Name is Holy -  Brian Doerksen

## Список композиций
| №   | Название                                      | Длительность |
| --- | --------------------------------------------- | ------------ |
| 1.  | «Who Is Like Our God (Live)»                  | 5:15         |
| 2.  | «Your Name is Holy (Live)»                    | 5:05         |
| 3.  | «How Deep the Father's Love for Us (Live)»    | 4:08         |
| 4.  | «Jesus, Jesus (Holy and Anointed One) (Live)» | 4:14         |
| 5.  | «We're Thirsty (Live)»                        | 3:03         |
| 6.  | «Jesus Be Glorified (Live)»                   | 4:38         |
| 7.  | «Sing to the Lord (Live)»                     | 6:13         |
| 8.  | «Angels Fall Down (Live)»                     | 7:28         |
| 9.  | «Safe with You (Live)»                        | 4:53         |
| 10. | «Shout to the Lord (Live)»                    | 6:30         |

## Участники записи
- Джон Купер (John L. Cooper) — вокал, бас-гитара
- Кори Купер (Korey Cooper) — клавишные, бэк-вокал
- Кевин Халанд (Kevin Haaland) — электрогитара
- Лори Питерс (Lori Peters) — ударные
- Кен Стеортс (Ken Steorts) — электрогитара (в «Safe With You» и «Shout to the Lord»)
- Трэй МакКларкин (Trey McClurkin) — ударные (в «Safe With You» и «Shout to the Lord»)